# Japan A cappella Movement
Japan A cappella Movementは、1999年から続くアカペラストリートイベントである。通称「JAM」（ジャム）。

## 概要
楽器を使わずに声だけでハーモニーを奏でるアカペラの魅力を発信するイベント。
運営・出演者ともに学生が主体になっている。
毎年ジャンルを問わず全国から200以上の応募がある。
音源審査・実演審査の2度のオーディションを経て、勝ち抜いた10組程度のバンドが本選イベントに出場できる。
本選出場バンドの中で最も高い評価を受けたグループは、その年のBest Of JAM (通称BOJ) として表彰される。

## 歴史
JAMは、「ファイト!ストリート」と「We Are Acappella Majors!」の後継イベントである。
NHK教育テレビ番組『ファイト!』において、1992年と1993年にアカペラ大会が行われたが、1992年の番組収録後、優勝グループ「ガンジー」（早稲田大学Street Corner Symphony）の村上てつやの発案で、流れのままに（打ち上げも兼ねて）代々木公園で行われたストリートライブが、第1回「ファイト!ストリート」である。
その後、このイベントは1998年まで毎年実施され、申し込みだけで出演できる（事前審査がない）アカペライベントとして、アマチュアのアカペラファンに親しまれることとなった。
しかし、年々の参加者数の増加に伴い、渋谷や代々木公園などストリートでの開催が難しくなりつつあった。
一方、筑波大学Doo-Wopの奥村政佳は、1998年に関東6大学によるインカレイベント「We Are Acappella Majors!（略称：アカペラメジャーズ）」を主催していた。
1999年、新たな開催方法を探っていた「ファイト!ストリート」と合流する形で、「オープンな場で一般の方々を含めた多くの人にアカペラを知ってもらえる」場を目指し、奥村を中心に新たにJAMとイベント名を決定し、前年のメジャーズにも関わったメンバーを中心に各大学のアカペラサークルから代表を集め、プロジェクトがスタートした。
前年のアカペラメジャーズの実行委員長に引き続き、第1回のJAMの総指揮は奥村が担当した。また、イベントでは当時多くのサークルで取り入れ始めていたオーディション方式を採用した。
なお、イベントの通称は「JAM」で一貫しているが、正式名称は変遷があり、第1回(1999年)は「Japan A cappella Museum」、第2回(2000年)は「Join the A cappella Movement」が正式とされた。第3回(2001年)以降は、一貫して「Japan A cappella Movement」が正式名称である(2023年現在)。

## 審査方法

### オーディション

#### 2016年以前
1次審査の音源審査と2次審査の実演審査の2つに分けられた。
1次審査は、エントリー時に提出した音源をJAM実行委員会と特別審査員が審査し、2次審査に進むグループを選出する。
続く2次審査は、1次審査を勝ち抜いたグループが審査会場のライブハウスにて観客の前でライブを披露する実演方式である。
なお、この2つの審査の細かい審査基準は明らかにされていない。

#### 2017年以降
1次審査に「得点評価ランキング」を採用した。
これは、音源審査である1次審査を、各グループの実力向上の指標としたり、知名度アップにつなげたりすることを目的にしたものである。
5月～8月の各月1回(計4回)のエントリーを1次審査の対象とし、審査基準に基づいて評価された点数をランキングに反映する。評価項目と点数配分は次の通りである。
|                  | 満点 | 基準点 |
| ---------------- | ---- | ------ |
| 表現力           | 15   | 10     |
| ハーモニー       | 15   | 10     |
| リズム           | 15   | 10     |
| 魅力             | 15   | 10     |
| 音程             | 10   | 7      |
| 編曲             | 10   | 7      |
| 個人力           | 10   | 7      |
| オリジナリティー | 10   | 7      |

なお、基準点とは「加点でも減点でもない点数」であり、これより高い点数が加点ポイント、低い点が減点ポイントである。
この「得点評価ランキング」は、アカペラ革命集団HarkとJAMの2団体が共同で運営した。

### 本選
JAM2005から大会方式が採用され、本選出場グループからBest Of JAM (通称BOJ) を選び表彰するようになった。
2016年～2019年大会では、本選イベント後半に「決勝ステージ」が用意された。当日の演奏を見た審査員により3バンドが選出され、ステージに上がるまで出演者以外には共有されない。この3バンドの中で一番高い評価を受けたグループがその年のBOJとして表彰された。

## 運営方法
JAMは、有志からなる実行委員会によって運営される。実行委員会は全国の大学アカペラサークルに所属する学生や社会人により構成され、イベント広報・審査員の選出・当日の運営スタッフ・審査などすべての運営を行っている。

## 過去の開催情報や大会結果
| 回 | 開催日         | キャッチコピー             | 本選会場                                      | 大会詳細 |
| -- | -------------- | -------------------------- | --------------------------------------------- | --- |
| 1  | 1999年11月7日  | -                          | デックス東京ビーチ                            | 詳細 本選グループ - 335 - BBQ - Free Soul - GOSPEL - RAG FAIR(埼玉大学 CHOCOLETZ) - SiS4(筑波大学 Doo-Wop) - うたえ！ナルチッチ(早稲田大学 Street Corner Symphony) - 富士山(筑波大学 Doo-Wop) - モンゴリアン ゲスト - Phew Phew L!ve - TRY-TONE |
| 2  | 2000年11月11日 | -                          | デックス東京ビーチ                            | 詳細 本選グループ - Collection - Sun & Son(早稲田大学 Street Corner Symphony) - はるこい(創価大学 Vocal Group) - Shuffle - 創価大学ヴォーカル・グループ - ごるごんぞーら - のっぽさん(東京大学 La Voce) - 夏嵐(創価大学 Vocal Group) - 2 dive!(東京大学 La Voce) ゲスト - Chu Chu Chu Family - AJI - INSPi - TRY-TONE |
| 3  | 2001年11月10日 | -                          | 横浜ランドマークタワー                        | 詳細 本選グループ - 情報なし ゲスト - 情報なし |
| 4  | 2002年11月16日 | -                          | 横浜ランドマークタワー                        | 詳細 本選グループ - King Size - FISH CHILD - reale - .u - Jack-O'-Lantern - サラダ・ボウル - はぴこるたあ～ - ペンギンフィッシュ - O-ZOC - VOCAL GROUP - けんけろりん - Quatro - Funklaxon - 新 ゲスト - INSPi |
| 5  | 2003年11月15日 | -                          | 池袋サンシャインシティ                        | 詳細 本選グループ - 1or8(防衛医大Sound Way) - 8th-ave(無所属) - Blue Notes(早稲田大学 Street Corner Symphony) - COLLECTION - Fish Child - FIZZ - Jack-'O-Lantern - Love me,Love my Vox...(早稲田大学 Street Corner Symphony) - Sento Nel Core(無所属) - Soul Smash - RAV RING - Vocal Group ゲスト - Sug@r6 |
| 6  | 2004年12月4日  | 十人十色                   | ゲートシティ大崎                              | 詳細 本選グループ - 5th emotion - CRAZT☆山鉾★Fever(京都アカペラサークル CrazyClef) - IMAGE - joes - mohya!(慶應義塾大学 K.O.E.) - のんびり小町(早稲田大学 Street Corner Symphony) - ミセスコインシャワー(早稲田大学 Street Corner Symphony) - むらさきのうえ♪(無所属) - モン☆モンレモン ゲスト - TRY-TONE |
| 7  | 2005年11月12日 | UTAGE～唄華～              | デックス東京ビーチ                            | 詳細 Best of JAM - Mike Pistons(早稲田大学 Street Corner Symphony) 本選グループ - Mike Pistons(早稲田大学 Street Corner Symphony) - CENTRAL LEAGUE(東京学芸大学 Infini) - むらさきのうえ♪(無所属) - CAPRI(立命館大学 Song-genics) - ex-CADEAU(無所属) - mad - 声武士(筑波大学 Doo-Wop) - master-Ps(埼玉大学 CHOCOLETZ) - Cranberry Cafe(早稲田大学 Street Corner Symphony) - Namita(一橋大学 The First Cry) |
| 8  | 2006年11月11日 | アカペラオリンピック～輪～ | デックス東京ビーチ                            | 詳細 Best of JAM 宴(名古屋大学 JP-act) 本選グループ ＜エンターテイメント部門＞ - CENTRAL LEAGUE(東京学芸大学 Infini) - The House Dust(立命館大学 Song-genics) - roken Hearts(東京大学 LaVoce) - 声武士(筑波大学 Doo-Wop) - ロイヤルストレートフラッシュ - 朱月(立命館大学 Clef) ＜ハーモニー部門＞ - All i Need(大阪大学 inspiritual voices) - On&R(名古屋大学 JP-act) - Cranberry Cafe(早稲田大学 Street Corner Symphony) - しろくま(早稲田大学 Street Corner Symphony) - 宴(名古屋大学 JP-act) - 厳(埼玉大学 CHOCOLETZ) ＜希望枠＞ - TAKITAKE ゲスト - Mike Pistons（前年度BOJ） - むらさきのうえ♪ |
| 9  | 2007年11月17日 | -                          | イクスピアリ                                  | 詳細 Best of JAM - QUILT 本選グループ - JACK - LEAD'S - REALYTHM(京都アカペラサークル CrazyClef) - the Jazz Bug - Q-pitz(早稲田大学 Street Corner Symphony) - QUILT - SoulMate(京都アカペラサークル CrazyClef) - Soul too Soul(東京大学 LaVoce) - ViNTAGE - The House Dust(立命館大学 Song-genics) - violet(神戸大学 GhannaGhanna) - スパークル(東京大学LaVoce) - タートルズ(東京学芸大学 Infini) - リストラーズ(東京工業大学混声合唱団 コール・クライネス) ゲスト - INSPi - 宴 (前年度BOJ) |
| 10 | 2008年11月15日 | WAVE                       | イクスピアリ                                  | 詳細 Best of JAM - ハゲタカ 本選グループ - Blendy(大阪大学 inspiritual voices) - Chercher(京都アカペラサークル CrazyClef) - GEO ROSE(早稲田大学 Street Corner Symphony) - LEAD'S - Main Black(京都アカペラサークル CrazyClef) - Q-pitz(早稲田大学 Street Corner Symphony) - R-gray(大阪学院大学 brilliante) - スガバン(東京大学LaVoce) - どんぐり(一橋大学 The First Cry) - ハゲタカ - 明音(神戸大学アカペラサークル Ghanna Ghanna) - 声衛門(京都アカペラサークル CrazyClef) - 麻布十番80's(早稲田大学 Choco Crunch) ゲスト - Hi-Handed Fellows - Smooth Ace - QUILT(前年度BOJ) |
| 11 | 2009年11月14日 | SEED                       | イクスピアリ                                  | 詳細 Best of JAM - RhythmReflection(早稲田大学 Street Corner Symphony) 本選グループ - ハゲタカ - はやうま(慶應義塾大学 K.O.E.) - リストラーズ(東京工業大学混声合唱団 コール・クライネス) - BRaG(同志社大学 One Voices) - ASTERISK(早稲田大学 Street Corner Symphony) - cut in soul(早稲田大学 Street Corner Symphony) - Dynamo(大阪大学 inspiritual voices) - MUSE - Popuil(早稲田大学 Street Corner Symphony) - RhythmReflection(早稲田大学 Street Corner Symphony) - Union Jack(大阪大学 inspiritual voices) - Vocal Booster(横浜国立大学 Stairways) - zizi(早稲田大学 Street Corner Symphony) ゲスト - Permanent Fish - RAG FAIR 審査員 - 幾見雅博 |
| 12 | 2010年11月13日 | Sparkling                  | イクスピアリ                                  | 詳細 Best of JAM - V.I.P(早稲田大学 Street Corner Symphony) 本選グループ - こっぺぱん(横浜国立大学 Stairways) - 魂よしこ(名古屋アカペラサークル JP-act) - COCO Rouge(早稲田大学 Street Corner Symphony) - crescent(早稲田大学 Street Corner Symphony) - Ghallant Vox(早稲田大学 Street Corner Symphony) - isinglass(辞退) - polka dots(京都アカペラサークル CrazyClef) - SToRY(京都アカペラサークル CrazyClef) - V.I.P(早稲田大学 Street Corner Symphony) - Whiz(同志社大学 One Voices) ゲスト - SOLZICK - AJI - Rhythm Reflection（前年度BOJ） 審査員 - 幾見雅博・JAM2010プロデューサー |
| 13 | 2011年11月20日 | WIND                       | イクスピアリ                                  | 詳細 Best of JAM - Moscow Mule(大阪大学 inspiritual voices) 本選グループ - Bull'z Eye(早稲田大学 Street Corner Symphony OBOG) - DICE!!(横浜国立大学 Stairways) - Graziso(早稲田大学 Street Corner Symphony) - Moscow Mule(大阪大学 inspiritual voices) - Presto(一橋大学 The First Cry) - Rail Out(無所属) - ViViD CHRONICLE(神戸大学 GhannaGhanna) - さとし(無所属) - むらさきのうえ♪(無所属) - 野菜マシマシ(早稲田大学 Street Corner Symphony) ゲスト - MaL×Takashi(SOLZIC) - SOLZIC - MaL - Unlimited tone feat.ツヤトモヒコ&木島裕 - 北村嘉一郎 - V.I.P(前年度BOJ) 審査員 - 情報なし |
| 14 | 2012年11月17日 | link                       | イクスピアリ（雨天の為中止）                  | 詳細 Best of JAM - 中止のためなし 本選グループ - 6-senSE(大阪大学 inspiritual voices) - Blast!(同志社大学 One Voices) - boy's vanguard(早稲田大学 Street Corner Symphony) - Check✩Mate!(早稲田大学 Choco Crunch) - Empatia(早稲田大学 Street Cormer Symphony) - Euphorics(無所属) - four*tune(慶應義塾大学 WALKMEN) - Sea Dats(大阪大学 inspiritual voices) - stilla(早稲田大学 Street Corner Symphony) - Parfai(筑波大学 Doo-Wop) - ひよこサブレ(東京大学 LaVoce) - 響(筑波大学 Doo-Wop) ゲスト - Baby Boo - TRY-TONE 司会者 - 奥村政佳 審査員 - 光田健一・幾見雅博 (代替イベントとして同出場グループによる 「JAM Special Street ~Lead to the 15th Movement~」 を開催) |
| 15 | 2013年11月24日 | 飛翔                       | 六本木ヒルズアリーナ                          | 詳細 Best of JAM - ∫(名古屋アカペラサークル JP-act) 本選グループ - しらゆりパジャマ(早稲田大学 ChocoCrunch) - 瀬戸内ジャクソン(無所属) - 津軽方面(埼玉大学 CHOCOLETZ) - Blast!(同志社大学 One Voices) - Euphonics(無所属) - four*tune(慶応大学 WALKMEN)(辞退) - Icon(∵)(大阪大学 inspiritual voices) - Ocelot(早稲田大学 ChocoCrunch) - sky-note(早稲田大学 ChocoCrunch) - VOICE(無所属) - ∫(名古屋アカペラサークル JP-act) ゲスト - INSPi - Piece of Cake - よういんひょく - Permanent Fish - XUXU - Moscow mule(前々年度BOJ) 審査員 - 幾見雅博・叶央介・原順子 |
| 16 | 2014年11月23日 | -                          | 六本木ヒルズアリーナ                          | 詳細 Best of JAM - 洛陽(立命館大学 Clef) 本選グループ - Jukebox(同志社大学 One Voices) - Lily(同志社大学 One Voices) - magic stella(同志社大学 One Voices) - NecRon(東京大学 LaVoce) - V(無所属) - yummy(京都大学 CrazyClef) - ラス☆ベガス(無所属) - 背徳の薔薇(駒澤大学 鳴声刺心) - 洛陽(立命館大学 Clef) ゲスト - Little glee Monster - よういんひょく - TATSUYA - The Rhythm Control Crew - むらさきのうえ♪ - ∫(前年度BOJ) 司会者 - 奥村政佳 審査員 - 幾見雅博・引地洋輔・グ•スーヨン |
| 17 | 2016年2月20日  | 想                         | 横浜ランドマークタワー                        | 詳細 Best of JAM - たむらまろ(横浜国立大学 Stairways) 本選グループ - coiffeur(東京大学 LaVoce) - Hana〆King(無所属)(辞退) - Pyrus(中央大学 Do it your voice) - Schaft(早稲田大学 Street Corner Symphony) - The ENVY(同志社大学 One Voices) - 小春日和(関西大学 Blooklyn304) - たむらまろ(横浜国立大学 Stairways) - 椿(新潟大学 MUSE) - 不倒翁(大阪大学 inspiritual voices) - 無糖BLACK(無所属) - 霊チョールズ(大阪大学 inspiritual voices)(辞退) ゲスト - JARNZΩ - Permanent Fish - 背徳の薔薇 - 洛陽（前年度BOJ） 司会者 - 大井雄二・米田鉄平 審査員 - MaL・引地洋輔 |
| 18 | 2016年11月20日 | -                          | ラゾーナ川崎プラザルーファ広場                | 詳細 Best of JAM - 蝉と、あの子(東京外国語大学 LINES) 決勝グループ - 蝉と、あの子(東京外国語大学 LINES) - Million Doller(大阪大学 inspiritual voices) - GAP(同志社大学 One Voices) 本選グループ - BLESS(無所属) - B-RAP♂SHOW納言(大阪大学 inspiritual voices) - GAP(同志社大学 One Voices) - Hana〆King(無所属) - Majestic!(一橋大学 The First Cry) - Million Dollar(大阪大学 inspiritual voices) - Pyrus(中央大学 Do it your voice) - Tasky5(早稲田大学 Street Corner Symphony) - Vaudeville(大阪大学 inspiritual voices) - あやねと僕(上智大学 L'arbre de Harmonie) - 蝉と、あの子(東京外国語大学 LINES) ゲスト - JAM Special Stage(豊田隼平・白石涼・岡田庄平・河野心希・篠塚百合乃・中村謙・瀬戸口創一・今野大希・宮内隆志・矢作奈津子) - 斬波 - たむらまろ（前年度BOJ） 審査員 - 奥村政佳・村松浩介・JAM2016プロデューサー |
| 19 | 2017年11月12日 | -                          | ラゾーナ川崎プラザルーファ広場                | 詳細 Best of JAM - Shogo Free(大阪大学 inspiritual voices) BASS ON TOP賞 - W-Cassiopeia(同志社大学 OneVoices) 決勝グループ - Shogo Free(大阪大学 inspiritual voices) - ケミカルテット(駒沢大学 鳴声刺心) - perhaps(筑波大学 Doo-Wop) 本選グループ - あべちゃんず(昭和大学 LongFlags) - ケミカルテット(駒沢大学 鳴声刺心) - 五右衛門(大阪府立大学 ONE BEENS) - 真骨頂(同志社大学 OneVoices) - 雅(立命館大学 Clef) - DIVA!!(明治大学 SoundArts) - GAP(同志社大学 OneVoices) - perhaps(筑波大学 Doo-Wop) - Shogo Free(大阪大学 inspiritual voices) - W-Cassiopeia(同志社大学 OneVoices) ゲスト - くねとも - 霊チョールズ 司会者 - 杉本良太・豊田隼平 審査員 - 奥村政佳・村松浩介・JAM2017プロデューサー |
| 20 | 2018年11月18日 | 結                         | ラゾーナ川崎プラザルーファ広場                | 詳細 Best of JAM - GOLAZO(立命館大学 Song-genics OBOG) BASS ON TOP賞 - sus4(神戸大学 GhannaGhanna) 決勝グループ - 寒椿(大阪大学 inspiritual voices) - GOLAZO(立命館大学 Song-genics OBOG) - 嘘つきシャルロット(北海道大学 NoSeRA) 本選グループ - 嘘つきシャルロット(北海道大学 NoSeRA) - 寒椿(大阪大学 inspiritual voices) - 吟(大阪大学 inspiritual voices) - こるまーる(早稲田大学 Street Corner Symphony) - GOLAZO(立命館大学 Song-genics OBOG) - Hi-DRYDE(無所属) - Kippis(東京大学 LaVoce) - Riot(同志社大学 One Voices) - suisai(無所属) - sus4(神戸大学 GhannaGhanna) ゲスト - たむらまろ(2015年BOJ) - 洛陽(2014年BOJ) - 背徳の薔薇(シークレット) - Shogo Free(前年度BOJ) 司会者 - 杉山良太・岡ノ谷朋花 審査員 - 奥村政佳・杉山勝彦・JAM2018プロデューサー                                                               |
| 21 | 2019年11月10日 | -                          | グランモール公園夢の広場                      | 詳細 Best of JAM - @810(大阪大学 inspiritual voices) BASS ON TOP賞 - Ferie(立命館大学 Song-genics OBOG) 決勝グループ - @810(大阪大学 inspiritual voices) - ho-op(群馬大学 Voice Cream) - あまがさ(明治大学 SoundArts) 本選グループ - あまがさ(明治大学 SoundArts) - 木漏れ日の涙(弘前大学 V.E.L) - ぷ。(無所属) - まっしろしろすけ(小樽商科大学 AIRS) - ゆのみ(名古屋アカペラサークル JP-act) - @810(大阪大学 inspiritual voices) - BAN BA BANG!!!(大阪大学 inspiritual voices) - Ferie(立命館大学 Song-genics OBOG) - ho-op(群馬大学 Voice Cream) - ParliaMENs(大阪大学 inspiritual voices) - ZOUK(名古屋アカペラサークル JP-act) ゲスト - ザビエルズ - GOLAZO(前年度BOJ) 司会者 - 杉本良太・山本彩加 審査員 - 奥村政佳・加藤大・野口大志                                                                                      |
| 22 | 2020年         | -                          | 中止                                          | - |
| 23 | 2022年1月23日  | -                          | 池袋西口公園野外劇場 グローバルリングシアター | 詳細 Best of JAM - ほなハモろか。(社会人無所属) オーディエンス賞 - 朧(早稲田大学 Street Corner Symphony OBOG混合) 本選グループ - カルチェラタン(早稲田大学 Street Corner Symphony) - ほなハモろか。(社会人無所属) - 微睡みのソワレ(同志社大学 One Voices) - ダスク(早稲田大学 Street Corner Synphony OBOG混合) - あまつつみ(東京都立大学 das Lied OBOG混合) - Cafuné(社会人無所属) - 朧(早稲田大学 Street Corner Symphony OBOG混合) - 春のしらべ(山口大学 SingASong)(辞退) - ハヰカラ使節団(神戸大学 GhaanaGhaana)(辞退) - サクラノ幻想(関西大学 Blooklyn304)(辞退) 審査中アクト - 雲九(無所属) オープニングアクト - León(関西学院大学 Crescent Party) 司会者 - だいちゃん(Ferie)・灰原(@810) 審査員 - 奥村政佳・加藤大・Shimo-Ren （1次,2次審査員は、Komei・かくたあおい・新井和佳奈）                                         |
| 24 | 2022年12月18日 | -                          | 池袋西口公園野外劇場 グローバルリングシアター | 詳細 Best of JAM - Jane Doe(無所属) オーディエンス賞 - 日曜日のバカンス(社会人 オトナリ) アレンジ賞 Presented by BASS ON TOP - 結(横浜国立大学 Stairways OBOG) 本選グループ - 日曜日のバカンス(社会人 オトナリ) - Jane Doe(無所属) - 結(むすび)(横浜国立大学 Stairways OBOG) - 肴(さかな)(慶應義塾大学 WALKMEN) - Tuxedo Sam(大阪大学 inspiritual voices) - Dalia(九州大学 HarmoQ) - いぶき(無所属) - Merry Widow(早稲田大学 Street Corner Symphony) - 氷白玉宇治金時ミルク(早稲田大学 Street Corner Symphony) - ●(ビッグドット)(無所属) - 雲九(クラウドナイン)(無所属) 審査中アクト - ほなハモろか。(社会人無所属) オープニングアクト - 朧(早稲田大学 Street Corner Symphony OBOG) 司会者 - 野坂倫生・赤木愛 審査員 - baratti・Shimo-Ren・おっくん                                                                             |
| 25 | 2023年12月16日 | -                          | 池袋西口公園野外劇場 グローバルリングシアター | 詳細 Best of JAM - The Boogie City(早稲田大学 Street Corner Symphony) オーディエンス賞 Presented by BASS ON TOP - The Boogie City(早稲田大学 Street Corner Symphony) 本選グループ - 名花(名古屋大学 JP-act) - カメレ音楽隊(無所属) - 発明家の正体(無所属) - 不言色(いわぬ)(東京外国語大学 LINES) - アダ華(岡山大学・ノートルダム清心女子大学 biripel) - The Boogie City(早稲田大学 Street Corner Symphony) - 燕子花(無所属) - はなざかりまさかり(東北学院大学 reMix OBOG) - 酔び散り(えびちり)(無所属) - Yellow Jam(早稲田大学 Street Corner Symphony) ゲスト - Jane Doe(前年度BOJ) 審査中アクト - The Wild Geese (無所属) オープニングアクト - 青春微炭酸 (大阪大学inspiritual voices) 司会者 - こっちのけんと 審査員 - おっくん・加藤ぬ。・吉田圭介                                                                           |